# Географија Чешке
Чешка Република је гранична земља између германскога подручја и средишње источне Европе и нема излаза на море. Из историјског и географског стајалишта подељена је у две регије: Чешку и Моравску са Чешком Шлеском.

## Чешка
На западу земље налази се Чешка завала, висораван у облику ромба који окружују четири ланчане горе: Крконоше у регији Судети на североистоку, Рудна гора на северозападу, Чешка шума на југозападу и Чешко-моравско горје на југоистоку

## Моравска
Моравска се завала налази у источном делу Чешке Републике, а заузима плодну равницу кроз коју протиче Морава; из равнице се уздиже дванаест брежуљака. На северу је ограђена ланцем Источних Судета, а на истоку Белим Карпатима на граници са Словачком.

## Реке
Влтава извире у Чешкој шуми и тече целом Чешком, пролази кроз Праг и улива се у Лабу која протиче кроз Чешку делом свога горњег тока, да би затим прешла на немачко тло. Морава тече Моравском завалом и дели ланчане горе Судете од Карпата, прелази на словачку територију и улива се у Дунав.

## Клима и вегетација
Клима је континенталнога типа с хладним зимама и великим термичким скоковима. Планине су обрасле црногорицом и белогорицом до највиших врхова, док се на обронцима узгајају пољопривредне културе. У источном делу Моравске, гдје су падалине оскудније, појављују се степска подручја. Треба поменути да су велика шумска подручја земље озбиљно угрожена загађењем и киселим кишама.